# Boana crepitans
La rana blanca, rana cantora, rana capina, o rana platanera (Boana crepitans) es una especie de anfibios de la familia Hylidae.

## Distribución
Habita en México, Brasil, Colombia, República Dominicana, Guayana Francesa, Panamá, Surinam, Trinidad y Tobago y Venezuela.

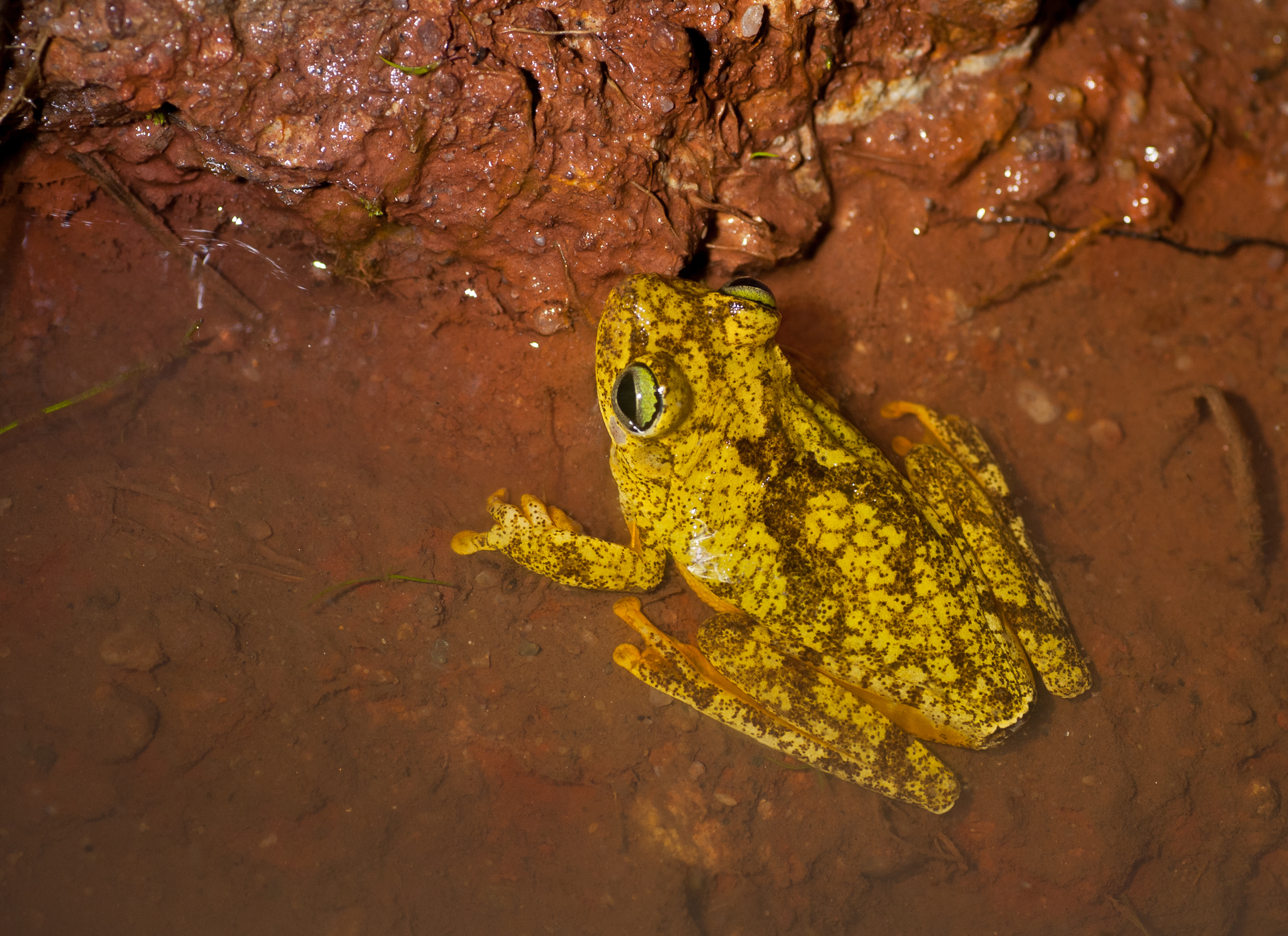
Hypsiboas crepitans de Venezuela

Sus hábitats naturales incluyen bosques tropicales o subtropicales secos, sabanas secas y húmedas, ríos, corrientes intermitentes de agua, lagos de agua dulce, marismas de agua dulce, manantiales, deltas fluviales, tierra arable, pastos, plantaciones, jardines rurales, áreas urbanas, zonas previamente boscosas ahora muy degradadas, zonas de almacenamiento de agua como estanques y depósitos de acuicultura, tierras de irrigación y zonas agrícolas inundadas.